# Cyaneolytta signifrons
Cyaneolytta signifrons là một loài bọ cánh cứng trong họ Meloidae. Loài này được Fåhraeus miêu tả khoa học năm 1870.